# 40e congrès fédéral du Parti socialiste ouvrier espagnol
Le 40e congrès fédéral du Parti socialiste ouvrier espagnol (en espagnol : 40 Congreso Federal del Partido Socialista Obrero Español) est un congrès du Parti socialiste ouvrier espagnol (PSOE), organisé du 15 au 17 octobre 2021  afin d'élire le secrétaire général, la commission exécutive et d'adopter la motion d'orientation politique et les nouveaux statuts.
Le secrétaire général sortant Pedro Sánchez est proclamé réélu sans vote des militants, étant le seul candidat. Sa commission exécutive est élue avec plus de 94 % des voix.
Le congrès fédéral est suivi pendant deux mois par les congrès des 16 fédérations territoriales et un congrès extraordinaire du Parti des socialistes de Catalogne.

## Contexte

### Convocation
À la fin du mois de janvier 2020, le journal en ligne El Confidencial indique que le secrétaire général du PSOE Pedro Sánchez a l'intention de ne pas convoquer le 40e congrès en juin ou juillet mais plutôt en automne, voire au début de l'année 2021. Une telle décision lui permet de ne pas ouvrir la procédure de congrès alors qu'il a pour objectifs premiers d'organiser le travail de son gouvernement de coalition et négocier une nouvelle loi de finances.
Lors d'une réunion le 15 mars 2021, la commission permanente de la commission exécutive décide que le 40e congrès se réunira à Valence. Le comité fédéral — organe suprême de décision entre deux congrès — du 3 juillet suivant confirme le choix de la ville d'accueil et convoque formellement les délégués les 15, 16 et 17 octobre 2021.

### Décalage au-delà de quatre ans
Lors d'une réunion tenue le 11 janvier 2021 sous la présidence de la vice-secrétaire générale Adriana Lastra, la commission exécutive fédérale du PSOE décide de convoquer le 40e congrès fédéral dans la deuxième quinzaine d'octobre, afin de l'organiser « majoritairement en présentiel » dans le cadre de la pandémie de Covid-19.
Le comité fédéral tenu à Barcelone le 23 janvier suivant valide avec deux votes contre et une abstention le report du congrès fédéral, qui aurait dû se tenir au plus tard en juin 2021, quatre ans après le 39e congrès fédéral. La convocation formelle aux 15, 16 et 17 octobre par le comité fédéral est ainsi décalée au mois de juillet.

## Candidat au secrétariat général
| Candidat | Candidat | Candidat               | Fonction politique récente                                                                   |
| -------- | -------- | ---------------------- | -------------------------------------------------------------------------------------------- |
|          |          | Pedro Sánchez (49 ans) | Président du gouvernement (depuis 2018) Secrétaire général du PSOE (depuis 2017 ; 2014-2016) |

## Déroulement

### Comité d'organisation
La composition du comité d'organisation est annoncée par le secrétaire à l'Organisation José Luis Ábalos après une réunion de la commission exécutive le 22 février. Il est complété le 15 mars suivant, tandis que la liste des rapporteurs thématiques, qui aideront à construire la motion d'orientation, est dévoilée. La composition du comité est ajustée le 13 juillet en raison de la démission de José Luis Ábalos.
| Fonction                                   | Titulaire             | Mandat                                                               |
| ------------------------------------------ | --------------------- | -------------------------------------------------------------------- |
| Coordonnatrice générale                    | Adriana Lastra        | Porte-parole du groupe au Congrès des députés                        |
| Coordonnateur adjoint                      | Santos Cerdán         | Député de Navarre au Congrès                                         |
| Coordonnatrices de la motion d'orientation | Hana Jalloul          | Porte-parole du groupe à l'Assemblée de Madrid                       |
| Coordonnatrices de la motion d'orientation | Lina Gálvez           | Députée européenne                                                   |
| Membres                                    | Milagros Tolón        | Maire de Tolède                                                      |
| Membres                                    | Begoña García Retegui | Ancienne porte-parole du groupe à l'Assemblée régionale de Murcie    |
| Membres                                    | Francisco Salazar     | Ancien directeur adjoint du cabinet de la présidence du gouvernement |
| Membres                                    | Mariano Moreno        |                                                                      |
| Membres                                    | Maritcha Ruiz Mateos  |                                                                      |
| Membres                                    | Andrea Fernández      | Députée de León au Congrès                                           |
| Membres                                    | Gonzalo Palacín       | Sénateur de Huesca                                                   |
| Membres                                    | Rafaela Crespín       | Député de Cordoue au Congrès                                         |

Rapporteurs thématiques
Jonás Fernández : Économie et Emploi ;
Isabel Gil : Féminisme ;
Eva Granados : Inclusion sociale et Politiques du bien-être ;
Ainoa Quiñones : Science et Santé
José Manuel Albares : Espagne en Europe et dans le monde
Aina Calvo : Transition écologiste juste et Biodiversité ;
Pilar Alegría : Éducation, Enseignement supérieur, Culture et Sports ;
Nira Fierro : Nouveaux droits et nouvelles libertés, Politiques de la diversité ;
Denis Itxaso : Espagne des autonomies et Défi démographique ;
José Miñones : Espagne municipale et Monde rural
Ana Redondo : Régénération démocratique, Justice, Mémoire démocratique et Espagne constitutionnelle ;
Félix Bolaños : PSOE 2030, un parti d'avenir.

### Nouvelles règles
Ce congrès sera le premier à appliquer le nouveau règlement du Parti socialiste, adopté en février 2018 afin de préciser les conditions de mises en œuvre des statuts adoptés au congrès de 2017. Les délégués au congrès fédéral seront directement élus par les militants, alors qu'ils étaient jusqu'à présent désignés par des congrès provinciaux ou insulaires ; ces mêmes militants éliront un tiers des membres du comité fédéral, ceux-ci étant jusqu'à présent uniquement élus par le congrès fédéral puis les congrès régionaux subséquents ; et pour l'élection du secrétaire général, un second tour est institué au cas où aucun candidat n'obtiendrait la majorité absolue des suffrages exprimés.

## Résultats
Le 13 septembre, Pedro Sánchez est réélu secrétaire général : la commission fédérale d'éthique et de garantie constate qu'il est le seul à avoir déposé sa candidature et reçu le nombre de parrainages requis par le règlement. Elle le proclame donc secrétaire général et annule la tenue des primaires du 26 septembre suivant, en l'absence de concurrent dans les urnes. Le 17 octobre, sa liste pour la commission exécutive fédérale reçoit le soutien de 94,94 % des votants.

### Élection du secrétaire général
- Pas de vote.

### Élection de la commission exécutive fédérale
| Candidat | Candidat      | Voix  | %     |
| -------- | ------------- | ----- | ----- |
|          | Pedro Sánchez | 975   | 94,94 |
|          | Votes blancs  | 52    | 5,16  |
| Total    | Total         | 1 027 | 100   |

### Composition de la commission exécutive
La commission exécutive est fortement renouvelée, seuls douze des membres sortants étant reconduits, et légèrement réduite, avec sept sièges de moins. Comptant 60 % de femmes, elle accueille six ministres et un seul responsable territorial. Les plus hauts responsables — présidente, vice-secrétaire générale et secrétaire à l'Organisation — sont confirmés dans leurs fonctions, tandis que l'ex-vice-présidente du gouvernement Carmen Calvo cède le secrétariat à l'Égalité, cinquième dans l'ordre protocolaire.
| Fonction                                                                            | Titulaire                        |
| ----------------------------------------------------------------------------------- | -------------------------------- |
| Présidente                                                                          | Cristina Narbona                 |
| Secrétaire général                                                                  | Pedro Sánchez                    |
| Vice-secrétaire générale                                                            | Adriana Lastra                   |
| Secrétaire à l'Organisation                                                         | Santos Cerdán                    |
| Secrétaire à l'Égalité                                                              | Andrea Fernández (es)            |
| Secrétaire à la Stratégie et à l'Action électorale                                  | Javier Izquierdo (es)            |
| Secrétaire à la Politique municipale                                                | Alfonso Rodríguez Gómez de Celis |
| Secrétaire à la Politique des communautés autonomes                                 | Guillermo Fernández Vara         |
| Porte-parole                                                                        | Felipe Sicilia                   |
| Secrétaire à la Justice, aux Relations institutionnelles et à la Fonction publique  | Llanos Castellanos (es)          |
| Secrétaire aux Études et aux Programmes                                             | Idoia Mendia                     |
| Secrétaire à la Politique internationale et à la Coopération au développement       | Hana Jalloul                     |
| Secrétaire aux Transports, aux Mobilités durables et aux Programmes urbains         | Arcadi España                    |
| Secrétaire à la Mémoire démocratique et à la Laïcité                                | Patxi López                      |
| Secrétaire au Défi démographique                                                    | Mayte Pérez (es)                 |
| Secrétaire à l'Union européenne                                                     | Iratxe García Pérez              |
| Secrétaire à la Transition écologique juste et à la Préservation de la biodiversité | Marc Pons (es)                   |
| Secrétaire à la Politique économique et à la Transformation numérique               | Pedro Casares                    |
| Secrétaire à la Culture et aux Sports                                               | Manuela Villa (es)               |
| Secrétaire au Pacte de Tolède et à l'Inclusion sociale                              | Juan Francisco Serrano Martínez  |
| Secrétaire à l'Industrie, au Commerce et au Tourisme                                | Patricia Blanquer                |
| Secrétaire au Travail, à l'Économie sociale et aux Indépendants                     | Montserrat Mínguez               |
| Secrétaire à la Formation                                                           | María Márquez Romero             |
| Secrétaire à l'Éducation et à la Formation professionnelle                          | Luz Martínez Seijo               |
| Secrétaire à la Science, à la Recherche et à l'Enseignement supérieur               | Diana Morant                     |
| Secrétaire aux Mouvements sociaux, à la Diversité et aux Personnes âgées            | Manuela Villa (es)               |
| Secrétaire à la Transparence et à la Régénération démocratique                      | Francisco Lucas Ayala            |
| Secrétaire à l'Entrepreneuriat et à l'Impact social                                 | Amparo Marco (es)                |
| Secrétaire à l'Agriculture, à l'Élevage et à la Pêche                               | Ana Romero Obredo                |
| Secrétaire à la Santé et à la Consommation                                          | Carolina Darias                  |
| Secrétaire à la Réforme constitutionnelle et aux Droits nouveaux                    | Félix Bolaños                    |
| Secrétaire aux LGTBI                                                                | Víctor Gutiérrez Santiago (es)   |
| Secrétaire du PSOE Extérieur                                                        | Pilar Cancela                    |
| Secrétaire aux Politiques migratoires et aux Réfugiés                               | Luc André Diouf                  |
| Membre                                                                              | Manuel García Salgado            |
| Membre                                                                              | Sabrina Moh                      |
| Membre                                                                              | María Nieves Ramírez Moreno      |
| Membre                                                                              | María Jesús Montero              |
| Membre                                                                              | Pilar Alegría                    |
| Membre                                                                              | Isabel Rodríguez                 |
| Membre                                                                              | Elisa Garrido Jiménez            |
| Membre                                                                              | Álvaro Martínez Chana            |

## Congrès régionaux
Les congrès des 16 fédérations territoriales, ainsi qu'un congrès extraordinaire du Parti des socialistes de Catalogne, se tiennent entre 22 octobre et le 19 décembre afin de renouveler la direction de chaque fédération et du PSC. Seules les militants de la communauté de Madrid, du Pays basque, de Galice, de Cantabrie et de la région de Murcie sont appelés à élire leurs secrétaires généraux par un vote, les autres ayant vu leur dirigeant proclamé faute de rival interne.
Initialement convoqué du 17 au 19 décembre, le 33e congrès de la Fédération socialiste asturienne-PSOE est reporté sine die le jour de son ouverture, en raison de la détection de plusieurs cas de Covid-19 lors d'une opération massive de test des 465 délégués, parmi lesquels le secrétaire général Adrián Barbón.
- Au pouvoir (présidence)
- Au pouvoir (coalition)
- Dans l'opposition

| Fédération   | Fédération                               | Congrès                    | Secrétaire général       | Secrétaire général        |
| Fédération   | Fédération                               | Congrès                    | Sortant                  | Élu                       |
| ------------ | ---------------------------------------- | -------------------------- | ------------------------ | ------------------------- |
|              | Andalousie (PSOE-A)                      | 6 et 7 novembre 2021       | Susana Díaz              | Juan Espadas              |
|              | Aragon (PSOE-Aragon)                     | 6 et 7 novembre 2021       | Javier Lambán            | Javier Lambán             |
|              | Asturies (FSA-PSOE)                      | 18, 19 et 20 mars 2022     | Adrián Barbón            | Adrián Barbón             |
|              | Îles Baléares (PSIB-PSOE)                | 27 et 28 novembre 2021     | Francina Armengol        | Francina Armengol         |
|              | Canaries (PSOE Canarias)                 | 19, 20 et 21 novembre 2021 | Ángel Víctor Torres      | Ángel Víctor Torres       |
|              | Cantabrie (PSC-PSOE)                     | 11 et 12 décembre 2021     | Pablo Zuloaga            | Pablo Zuloaga             |
|              | Castille-et-León (PSCyL-PSOE)            | 27 et 28 novembre 2021     | Luis Tudanca             | Luis Tudanca              |
|              | Castille-La Manche (PSCM-PSOE)           | 30 et 31 octobre 2021      | Emiliano García-Page     | Emiliano García-Page      |
|              | Estrémadure (PSOE-Ex)                    | 22, 23 et 24 octobre 2021  | Guillermo Fernández Vara | Guillermo Fernández Vara  |
|              | Galice (PSdeG-PSOE)                      | 7 et 8 décembre 2021       | Gonzalo Caballero        | Valentín González Formoso |
|              | Communauté de Madrid (PSOE-M)            | 13 et 14 novembre 2021     | Isaura Leal (intérim)    | Juan Lobato               |
|              | Région de Murcie (PSRM-PSOE)             | 4 et 5 décembre 2021       | Diego Conesa             | Pepe Vélez                |
|              | Navarre (PSN-PSOE)                       | 23 octobre 2021            | María Chivite            | María Chivite             |
|              | Pays basque (PSE-EE-PSOE)                | 20 et 21 novembre 2021     | Idoia Mendia             | Eneko Andueza             |
|              | La Rioja (PSOE-LR)                       | 30 et 31 octobre 2021      | Francisco Ocón           | Concha Andreu             |
|              | Communauté valencienne (PSPV-PSOE)       | 12, 13 et 14 novembre 2021 | Ximo Puig                | Ximo Puig                 |
|              |                                          |                            |                          |                           |
|              | Parti des socialistes de Catalogne (PSC) | 18 et 19 décembre 2021     | Premier secrétaire       | Premier secrétaire        |
| Miquel Iceta | Parti des socialistes de Catalogne (PSC) | 18 et 19 décembre 2021     | Salvador Illa            |                           |